# Ancistrus tamboensis
Ancistrus tamboensis är en fiskart som beskrevs av Fowler, 1945. Ancistrus tamboensis ingår i släktet Ancistrus och familjen Loricariidae. Inga underarter finns listade i Catalogue of Life.